# رابرت بلیک
رابرت بلیک (به انگلیسی: Robert Blake) (۲۷ سپتامبر ۱۵۹۸ – ۷ اوت ۱۶۵۷) یکی از مهم‌ترین و معروفترین دریابدان اهل انگلستان در سدهٔ هفدهم بود.

## سال‌های آغازین
رابرت بلیک در بریج‌واتر در سامرست انگلستان زاده شد. او در دانشگاه آکسفورد به تحصیل پرداخت و تا ۴۰ سالگی زندگی آرام یک روستایی را تجربه نمود. اما پس از آن و در ۱۶۴۰ به عنوان نمایندهٔ بریج‌واتر به عضویت درآمد. دورهٔ این پارلمان که به پارلمان کوتاه معروف شد بسیار کوتاه بود و با شروع جنگ داخلی در انگلستان و با فرمان چارلز یکم منحل شد. رابرت بلیک با وجودی‌که هیچ گونه تجربهٔ نظامی نداشت اما به طرفداری از پارلمان وارد جنگ با چارلز یکم شد. او از ۱۶۴۴ تا ۱۶۴۵ با موفقیت از شهر و قلعهٔ تاونتون در برابر محاصرهٔ نیروهای پادشاه دفاع کرد و نقطهٔ عطفی را در جنگ به وجود آورد.

## دریابدی کشورهای متحدالمنافع انگلستان
رابرت بلیک در ۱۶۴۹ به مقام دریابدی کشورهای متحدالمنافع انگلستان رسید. او ناوگان شاهزاده روپرت را که سعی داشت مانع گرفته‌شدن ایرلند توسط طرفداران پارلمان از طرفداران چارلز یکم شود درهم شکست و جرزی و جزایر سیلی را به اشغال خود درآورد. او همچنین توانست دریابد کورنلیس ترامپ را در نخستین دوره از جنگ‌های هلند و انگلیس (۱۶۵۴–۱۶۵۲) و طی نبرد پورتلند شکست داده و به برتری هلند در دریاها پایان بخشد. سپس در ۱۶۵۵ به ناوگان دزدان دریایی بربری در نزدیکی سواحل تونس حمله کرده و آن‌ها را متحمل شکست سنگینی نمود.
با شروع جنگ‌های انگلیس و اسپانیا در ۱۶۵۶ بلیک راه بندر کادیس را بست و در نبرد کادیس علاوه بر نابودی چندین کشتی اسپانیایی حامل گنجینه که از آمریکا به اسپانیا باز می‌گشتند توانست دو کشتی دیگر را نیز با محمولهٔ ارزشمندشان به تصرف خود درآورد. این واقعه، ضربهٔ اقتصادی بزرگی را به اسپانیا وارد ساخت. بلیک موفقیتی دیگر را در ۱۶۵۷ تجربه نمود و توانست کشتی‌های اسپانیایی حامل نقره برای این کشور را در سانتا کروز در نزدیکی تنریف با وجود آتشبار دیگر کشتی‌های اسپانیایی بر ناوگان خود غرق نماید.

## مرگ
رابرت بلیک در ۱۶۵۷ و در راه بازگشت به انگلستان درگذشت. پیکر او در وست‌مینستر ابی و با حضور اولیور کرامول به خاک سپرده شد اما پس از استقرار مجدد سلطنت و با فرمان چارلز دوم، جسد او را از خاک به در آورده و در یک گور معمولی دفن نمودند.